# Timor-Kisar-Sprachen
Die Timor-Kisar-Sprachen bilden eine Sprachfamilie der Papuasprachen. Sie werden auf den Kleinen Sundainseln Timor, Kisar und Liran gesprochen. Die am häufigsten gesprochene Sprache der Sprachfamilie ist Bunak mit etwa 100.000 Sprechern.	

## Einordnung
Die Timor-Kisar-Sprachen gehören zu den Timor-Alor-Pantar-Sprachen und damit zu den Trans-Neuguinea-Sprachen.
Zu den Timor-Kisar-Sprachen gehören:
- Adabe, 260 Sprecher auf der Insel Timor (Osttimor)
- Bunak, 100.000 Sprecher in Zentraltimor
- Fataluku: 37.779 Sprecher in Osttimor, außerdem auf Liran und Kisar.

Das auf Kisar gesprochene Oirata wird je nach Einordnung entweder als Fataluku-Dialekt oder als eigenständige Sprache angesehen.